# Joni Brandão
Joni Silva Brandão (20 november 1989) is een Portugees wielrenner die onder meer reed voor Efapel.
In 2013 werd hij nationaal kampioen op de weg door in een sprint-à-deux af te rekenen met Tiago Machado. 

## Doping
In mei 2023 maakte het Portugese antidopingagentschap ADoP bekend Brandão voor vijf jaar te schorsen wegens ‘bezit van een verboden stof en het gebruik van een verboden methode’. Brandão was een van de renners die een schorsing opliep in het dopingschandaal Operatie Prova Limpa. De ploeg waar hij voor reed, W52-FC Porto, hield dan ook op te bestaan.

## Overwinningen
2011
1e etappe Ronde van Portugal van de Toekomst
Eindklassement Ronde van Portugal van de Toekomst
2013
 Portugees kampioen op de weg, Elite
2016
3e etappe Ronde van Cova da Beira
Eindklassement Ronde van Cova da Beira
2019
3e etappe Ronde van Cova da Beira
Clássica Aldeias do Xisto
2020
4e etappe Ronde van Portugal

## Ploegen
- 2012 –  Burgos BH-Castilla y León
- 2013 –  Efapel-Glassdrive
- 2014 –  Efapel-Glassdrive
- 2015 –  Efapel
- 2016 –  Efapel
- 2017 –  Sporting-Tavira
- 2018 –  Sporting-Tavira
- 2019 –  Efapel
- 2020 –  Efapel
- 2021 –  W52-FC Porto
- 2022 –  W52-FC Porto (tot en met 15-7)

Almeida · Barbio · Brandão · Cardoso · Casimiro · Ferreira · Mestre · Silva · Trueba
Brandão · Figueiredo · González · Grigorev · Livramento · Marque · Nocentini · Pereira · Silvestre · Toffali · Trueba
Antunes · Brandão · Caldeira · Campos · Fernandes · Magalhães · Mendes · D. Mestre · R. Mestre · Rodrigues · Vilela · Vinhas
Antunes · Brandão · Caldeira · Gonçalves · Fernandes · Magalhães · D. Mestre · R. Mestre · Mota · Rodrigues · Vilela · Vinhas